# Gully (Minnesota)
Gully – miasto w Stanach Zjednoczonych, w stanie Minnesota, w hrabstwie Polk.